# Шопфлох (Шварцвальд)
Шопфлох (нем. Schopfloch) — община в Германии, в земле Баден-Вюртемберг.
Подчиняется административному округу Карлсруэ. Входит в состав района Фройденштадт. Население составляет 2612 человек (на 31 декабря 2010 года). Занимает площадь 17,04 км².